# Klarobelia anomala
Klarobelia anomala är en kirimojaväxtart som först beskrevs av Robert Elias Fries, och fick sitt nu gällande namn av Laurentius 'Lars' Willem Chatrou. Klarobelia anomala ingår i släktet Klarobelia och familjen kirimojaväxter. Inga underarter finns listade i Catalogue of Life.